# Мезоатом
Мезоатом —  экзотический атом, в котором часть или все электроны заменены на другие элементарные частицы с отрицательным
электрическим зарядом ({\displaystyle \mu ^{-}}, {\displaystyle \pi ^{-}}, {\displaystyle K^{-}}). Образуются при торможении отрицательно заряженных элементарных частиц в веществе. Время жизни мезоатома очень мало и не превышает времени жизни элементарных частиц, его образующих. 
Мезоатомы, образованные заменой одного или нескольких электронов оболочки на отрицательные мю-мезоны, называются мю-мезоатомами, а аналогичной заменой на отрицательные пи-мезоны, называются пи-мезоатомами. 
Простейший мезоатом образован протоном и отрицательно заряженным мюоном (мю-мезоводород). Он способен проникать внутрь электронных оболочек атомов и участвовать в мюонном катализе. Другой простейший мезоатом образован протоном и отрицательно заряженным пи-мезоном (пи-мезоводород).  